# Gonzalo Argote de Molina
Gonzalo Argote de Molina (Sevilla, 1548-Las Palmas de Gran Canaria, 20 de octubre de 1596) fue un militar, poeta, historiador, filólogo, anticuario, heraldista y genealogista español.

## Biografía
En 1564 participó en la conquista del Peñón de Vélez de la Gomera. Al año siguiente, con dieciséis años, obtuvo el cargo de alférez mayor de la milicia de Andalucía. En 1569 combatió contra los moriscos durante la rebelión de las Alpujarras. Es nombrado provincial y juez ejecutor de la Santa Hermandad de Sevilla el año 1578 sucediendo a Diego Fernández de Andrada, aunque tuvo que esperar dos años de litigios hasta que tomó posesión. Alcanzaría también la dignidad de veinticuatro de Sevilla y los títulos de señor de la Torre de Gil de Olid, de la Torre de Don Jofre y de Daganzuelo.
Marchó a las Islas Canarias en 1586 para casarse en Lanzarote con Constanza, hija del primer marqués de Lanzarote Agustín de Herrera y Rojas. En esta isla mandó construir en 1588 el convento franciscano de Teguise, del que sólo queda la iglesia, un templo que fue dedicado a Nuestra Señora de Miraflores.
Defendió Lanzarote del ataque argelino de Morato Arráez en 1586, quien capturó a su esposa y su suegro, que tuvieron que ser rescatados por Argote pagando una importante cantidad de dinero, y participó en la defensa de la isla de Gran Canaria del corsario Francis Drake de 1595.
Poseyó una gran colección de antigüedades (colección de retratos, armas, monedas, animales disecados, piedras y libros antiguos), como cuenta Francisco Pacheco:

Después destos exercicios de las armas, se dio al estudio de las letras, i hizo en sus casas de cal de Francos (con buena elección a mucha costa suya) un famoso museo, juntando raros i peregrinos libros de istorias impresas y de mano, luzidos i extraordinarios cavallos, de linda raça i vario pelo, i una gran copia de armas antiguas i modernas, que entre diferentes cabeças de animales y famosas pinturas de fábulas i retratos de insignes hombres, de mano de Alonso Sánchez Coello, hazían maravillosa correspondencia.
Francisco Pacheco, Libro de descripción de verdaderos retratos, ilustres y memorables varones, Sevilla, 1599.

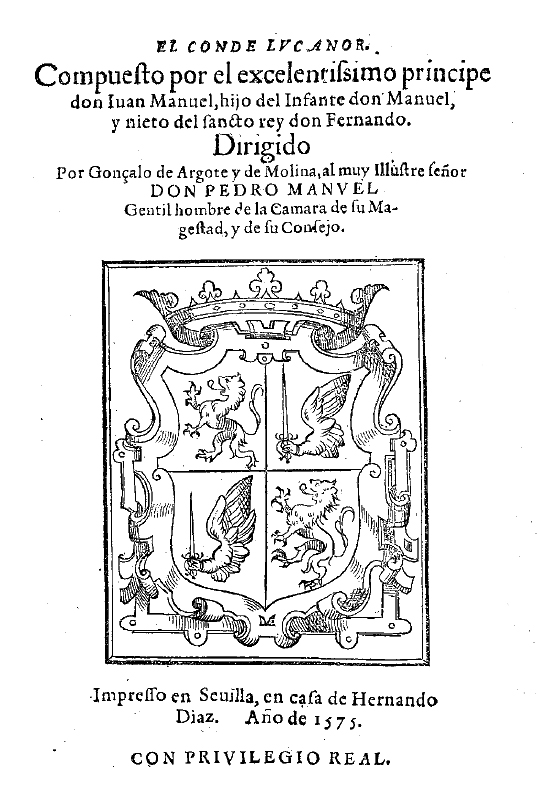
Portada de su edición de 1575 de El conde Lucanor, que incluía vocabulario y estudio introductorio, y un ensayo sobre la poesía española.

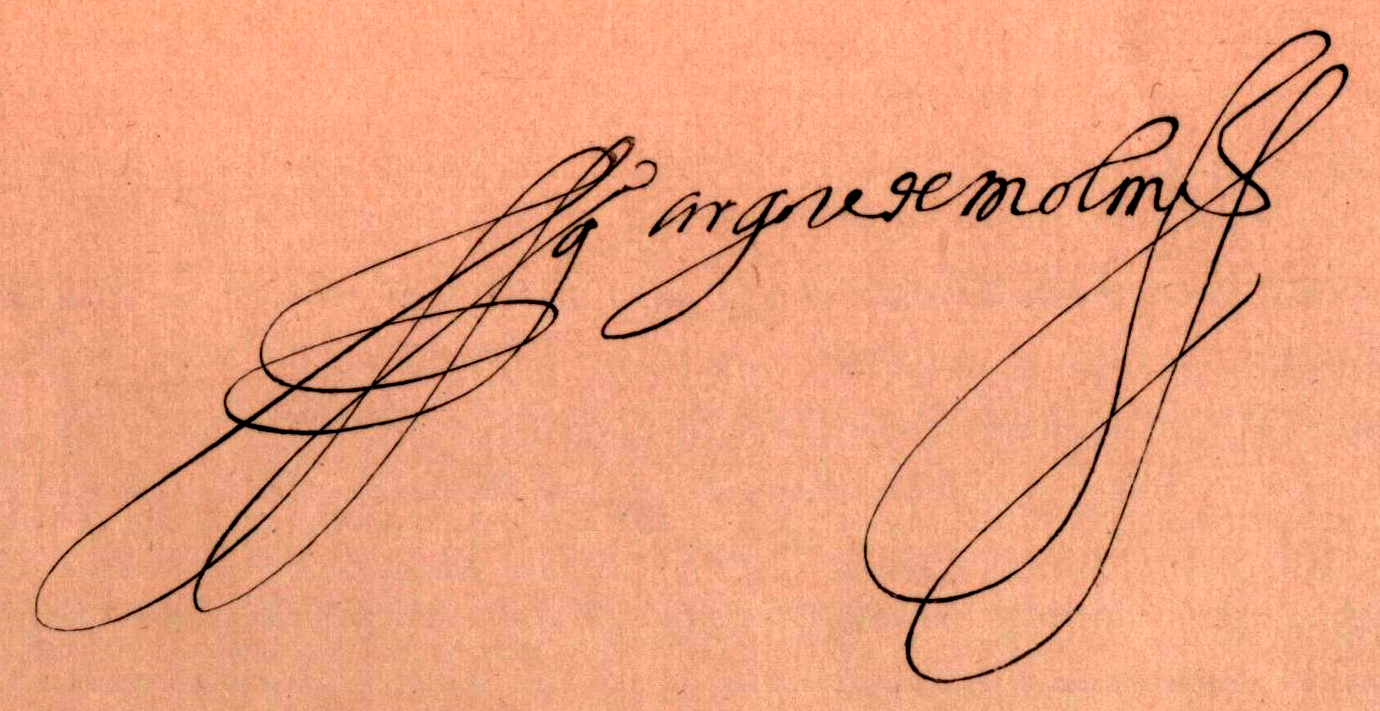
Firma de Gonzalo Argote de Molina reproducida en Manuel Muñoz y Garnica (ed. lit.), Nobleza de Andalucía, Jaén, Francisco López Vizcaíno, 1866, pág. V.

Su afán de coleccionista de arte convirtió su casa en un importante museo, tanto que fue visitado por el rey Felipe II en 1570. Gonzalo Argote fue un experto en todo tipo de arte, como muestra su interesante descripción de las pinturas del Palacio Real de El Pardo, y las frecuentes noticias dispersas en sus obras acerca de monumentos, libros y artistas. Fue mecenas de Alonso Sánchez Coello, a quien encargó quince cuadros con los que nutrió su casa-museo, además de otros pintores como Mateo Pérez de Alesio, a quien contrató en 1584 por cinco años para que pintara obras para él. Para ilustrar su Nobleza de Andalucía eligió a Juan de Arfe, autor de la custodia de la catedral de Sevilla, a quien también se deben probablemente los grabados de su edición del Libro de la montería, de Alfonso XI de Castilla pero muy aumentado por Argote de Molina. Notable es su «Descripción del bosque y casa real del Pardo», al final del «Discurso sobre el Libro de la montería» que incluyó en dicha edición, no solo porque casi todo lo descrito lo destruyó el fuego en 1604 (obras de Tiziano, El Bosco, Sánchez Coello, Antonio Moro), sino porque su prosa alcanza en esta descripción sus más altas cotas.
Se relacionó con figuras del humanismo como Juan de Mal Lara, Jerónimo de Chaves o Benito Arias Montano; con poetas (Luis Barahona de Soto), dramaturgos (Juan de la Cueva), pintores (Francisco Pacheco) e historiadores, como Ambrosio de Morales, entre los que destaca su correspondencia con Jerónimo Zurita —Argote se encargó de vender en Sevilla los Anales de la Corona de Aragón del aragonés—, de quien tomó el método de consultar directamente archivos y documentos, y citar en sus obras de dónde toma los datos.
En su valiosísima biblioteca había libros de concilios visigodos, el Fuero Juzgo, la Crónica del moro Rasis, el Chronicon mundi de Lucas de Tuy, De rebus Hispaniae de Jiménez de Rada, crónicas de los reyes de Castilla hasta los Reyes Católicos, la historia de Sevilla de Peraza, el Viaje de Pedro Tafur, el Libro del paso honroso de Suero de Quiñones y muchos documentos obtenidos de bibliotecas y archivos como el de Simancas o el del Escorial.
También atesoró algunos códices de obras literarias medievales de los que no se conserva más noticia que la que él brindó, entre ellos un manuscrito perdido del Libro de buen amor de Juan Ruiz y otro del Poema de Fernán González, además del que sirvió de base a su edición de El conde Lucanor de Don Juan Manuel. Tenía manuscritos de Alfonso XI de Castilla (Libro de la montería) y Ruy González de Clavijo (Embajada a Tamorlán). Poseyó también ejemplares de poesía medieval: las Cantigas de Santa María de Alfonso X el Sabio, el Cancionero de Baena, las Coplas del ¡ay panadera! y un cancionero del Marqués de Santillana.

## Obra

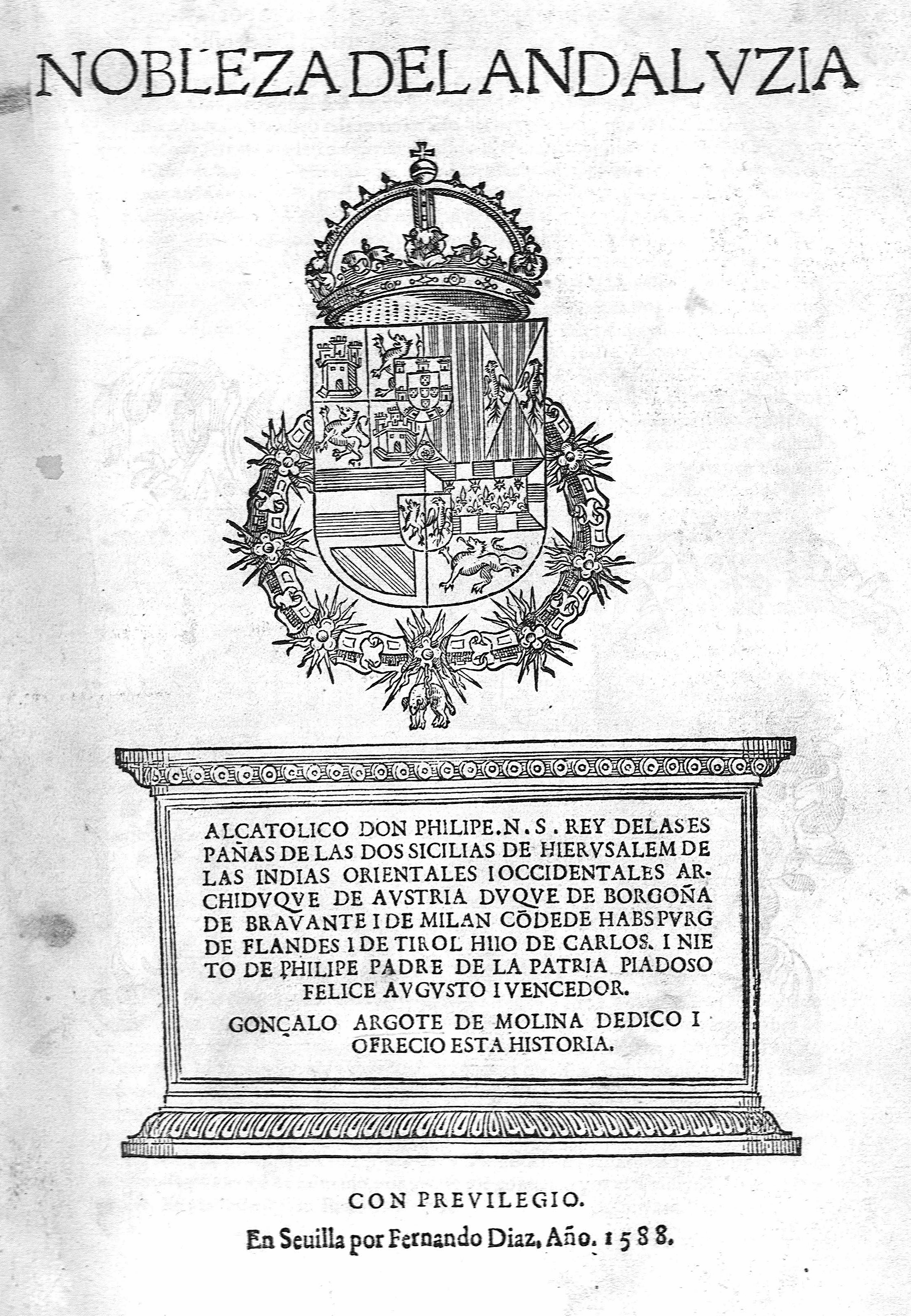
Portada de la Nobleza de Andalucía (Sevilla, Fernando Díaz, 1588), la obra cumbre de Gonzalo Argote de Molina.

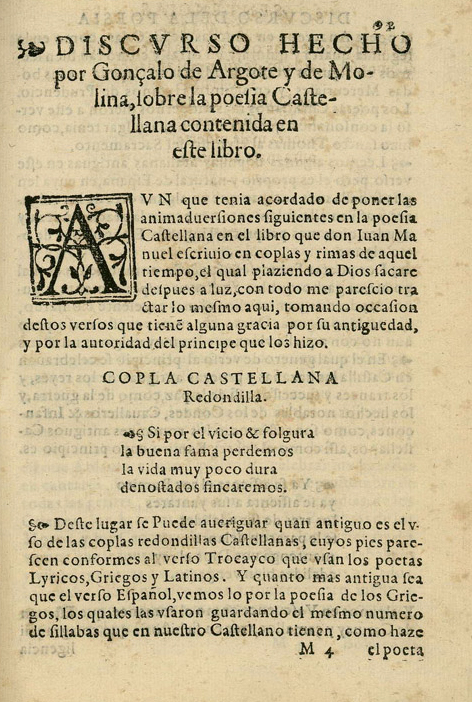
Incipit del «Discurso sobre la poesía castellana», fol. 92 r. de su edición de El conde Lucanor, Sevilla, Hernando Díaz, 1575.

Fue también autor de varias composiciones poéticas, recogidas en volúmenes misceláneos. Se le debe un Discurso sobre la poesía castellana (1575), incluido en su edición de El Conde Lucanor, así como un apéndice a este, el Discurso de la lengua antigua castellana, que incluye una lista de 239 vocablos antiguos empleados por don Juan Manuel; en efecto, Gonzalo Argote de Molina sintió algunas preocupaciones filológicas que le hicieron ser especialmente respetuoso con la lengua de los textos que editaba. Este Discurso es una brevísima historia de la poesía española que recuerda la Carta Proemio del Marqués de Santillana, revalorizando con ello la poesía medieval.
Es autor además del repertorio nobiliario Nobleza de Andalucía (en el original Nobleza del Andalvzia, Sevilla, 1588), cuyo eje es el relato genealógico de más de quinientos linajes nobiliarios (como el de la Casa de Lara) y contiene además diversas informaciones históricas y literarias. Entre las primeras descuella la descripción de la batalla de las Navas de Tolosa, y de las segundas cabe citar la inclusión de la leyenda de Los siete infantes de Lara, la afrenta de Corpes, la recreación del milagro de la Virgen de la defensa del castillo de Chincoya extraída de las Cantigas de Santa María de Alfonso X el Sabio, fragmentos del Poema de Alfonso Onceno, lírica cancioneril o romances. La aprobación de Jerónimo Zurita resume el valor de esta obra:

Digo yo, Gerónimo Çurita, [...] que [...] me parece obra de muy buena y curiosa diligencia, y que animará a otros que procuren de ilustrar y honrar sus patrias, como él lo ha hecho con gran cuydado de reconocer diversos archivos del reyno y recoger a su mano muchos instrumentos y libros originales antiguos y lo mejor que se ha podido juntar en la Andaluzía
Nobleza de Andalucía, aprobación de J. Zurita, 6 de junio de 1579.

Escribió algunas obras no publicadas como Repartimiento de Sevilla y elogio de sus conquistadores, unos apuntes destinados a redactar una historia de Sevilla (Aparato para la historia de Sevilla) y la Historia de Baeza, desaparecida, de clara vocación genealogista. Asimismo, comenzó una Historia de las islas Canarias, comenzada hacia 1590 y que dejó inacabada a su muerte. Sin embargo, corresponde al texto de la Historia de la conquista de las siete islas de Gran Canaria, apócrifo firmado y fechado por un inexistente fray Juan de Abréu Galindo en 1632, seudónimo y fecha falsos que ocultan a un copista anónimo que editó en la década de 1630 la historia de Canarias de Argote de Molina.
Publicó algunas poesías y se considera adscrito a la escuela del humanismo sevillano, como Fernando de Herrera o Gutierre de Cetina; aunque su producción poética es escasa y de mediano interés, destaca por su erudición y peca de un tono algo declamatorio. Consta de un soneto publicado en el Tratado de la caballería de la gineta de Pedro de Aguilar (Sevilla, 1572) y varios «Elogios» al autor de este tratado, al doctor Monardes, a sus maestros Jerónimo de Chaves (matemáticas) y Ambrosio de Morales (historia), al rey Fernando III de Castilla y a Alfonso X el Sabio.
En cuanto a su tarea como editor literario, fue el primer filólogo que se ocupó de publicar varias las obras maestras de la literatura medieval española, como el Libro de la montería de Alfonso XI, la Historia del gran Tamorlán de Ruy González de Clavijo (ambos en Sevilla, Pescioni, 1582) y, a través de una versión hoy perdida, El conde Lucanor (Sevilla, Hernando Díaz, 1575). Esta edición fue especialmente influyente, y hay huellas de que fue aprovechada con fruto en las obras de Cervantes, Lope de Vega, Tirso de Molina, Baltasar Gracián y Pedro Calderón de la Barca.

## Ediciones

### Obras originales
- Gonzalo Argote de Molina, Nobleza de Andalucía, Manuel Muñoz y Garnica (ed. lit.) Jaén, Francisco López Vizcaíno, 1866. Nueva edición ilustrada con grabados a partir de la ed. de Sevilla, Fernando Díaz, 1588. Digitalización de la universidad de Sevilla
- — «Discurso sobre la poesía castellana», fols. 92r-97v de su ed. de Don Juan Manuel, El conde Lucanor, Sevilla, Hernando Díaz, 1575.

### Ediciones literarias
- Don Juan Manuel, El conde Lucanor, Gonzalo Argote de Molina (ed. lit.), Sevilla, Hernando Díaz, 1575.
- Alfonso XI, Libro de la montería, Gonzalo Argote de Molina (ed. lit. y adiciones), Sevilla, Andrea Pescioni, 1582. Digitalización de la universidad de Sevilla.
- Ruy González de Clavijo, Historia del gran Tamerlán [=Embajada a Tamorlán], Gonzalo Argote de Molina (ed. lit.), Sevilla, Andrea Pescioni, 1582.